# SPAD S.VII
Die SPAD S.VII war ein einsitziges Doppeldecker-Jagdflugzeug des französischen Herstellers Société de Production des Aéroplanes Deperdussin.

## Entwicklung
Nach den insgesamt eher schlechten Erfahrungen mit dem unkonventionellen Antriebskonzept der Typen A 1 bis A 5 entwickelte der schweizerische Chefingenieur Marc Birkigt bei SPAD zunächst einen Prototyp mit einem Zugpropeller unter der Bezeichnung SPAD S.V. Rumpf und Tragflächen des zweistieligen Doppeldeckers waren stoffbespannte Holzkonstruktionen mit Aluminiumblechen im vorderen Rumpfbereich. Obere und untere Tragflächen waren gleich lang und ohne Staffelung ausgeführt; Querruder an den oberen Tragflächen. Die Maschine hatte ein zweirädriges Fahrwerk sowie einen Hecksporn.
Dieses Flugzeug diente als Basis für die S.VII, die sich als erstes wirklich erfolgreiches Jagdflugzeug der SPAD-Werke erweisen sollte. Motorisiert war die Maschine, deren Erstflug im April 1916 stattfand, zunächst mit einem neuentwickelten wassergekühlten 8-Zylinder-V-Motor Hispano-Suiza 8Aa mit 112 kW (150 PS); das eingebaute MG war mit einer von Birkigt entwickelten Synchronisationssteuerung versehen. Der Abnahmeflug fand im April 1916 noch mit einem 140-PS-Motor in Villacoublay statt, wobei die Maschine eine Spitzengeschwindigkeit von 196 km/h erzielte und in 15 Minuten auf 3000 m Höhe stieg. Nach diesem Leistungsbeweis wurde im Mai 1916 eine erste Serie mit einer Stückzahl von 268 geordert, die bis Anfang 1917 geliefert wurden. Neben SPAD wurden die Firmen Grémont, Janoir, Kellner et Fils, de Marçay, Société d’Etudes Aéronautiques, Régy und Sommer mit der Produktion in Lizenz beauftragt.
Zusätzlich produzierten die britischen Firmen Blériot & SPAD Aircraft Works und Mann, Egerton & Co. Ltd. S.VII für die britische Heeres- und Marinefliegertruppe, die zum Teil die Feuerkraft ihrer Flugzeuge mit einem zusätzlichen MG auf der oberen Tragfläche verstärkte. Nach weiteren Modifikationen erwiesen sich die britischen Flugzeuge jedoch als weniger leistungsfähig; die Produktion wurde nach 220 gelieferten Flugzeugen eingestellt.
In Russland produzierten die Duks-Werke in Moskau in Lizenz etwa 100 weitere Flugzeuge, blieben dabei aber auf französische Motorlieferungen angewiesen. Geringere Motorenqualität und schwächere Rahmenkonstruktion bei höherem Einsatzgewicht führten jedoch auch hier zu Leistungsverlusten gegenüber dem französischen Vorbild.
Die zweite Serienversion erhielt neben einer geringfügig vergrößerten Spannweite den Hispano-Suiza 8Ac mit 200 PS. Insgesamt wurden etwa 500 der ersten und über 6000 Maschinen der zweiten Serie von SPAD und deren Lizenznehmern produziert.

## Einsatz
Die ersten SPAD S.VII c.1 gelangten ab August 1916 in die Fronteinheiten und zeigten sich allen anderen Baumustern wie der britischen Airco D.H.2, der französischen Nieuport 11 und den deutschen Fokker-Eindeckern deutlich überlegen. Der Jagdflieger Armand Pinsard erzielte am 26. August 1916 den ersten Luftsieg auf einer SPAD S.VII. Allerdings verzögerte die Beseitigung von Anfangsproblemen die laufende Produktion, wie die drohende Überhitzung des Motors oder das zu Ladehemmungen führende Munitionszuführungssystem.
Die verbesserte Version der SPAD S.VII erschien Anfang 1917 an der Front und löste nun auch die veralteten Nieuport 17 ab. Die SPAD S.VII genoss den Ruf, eines der besten alliierten Jagdflugzeuge des Ersten Weltkriegs zu sein. Eingesetzt wurde die SPAD S.VII mit großem Erfolg bei den Luftstreitkräften Frankreichs, Belgiens, Italiens, Großbritanniens, Russlands und der USA. Mitte 1917 waren etwa 500 im Fronteinsatz. Die belgische Aviation Militaire setzte S.VII in seinen Escadrilles 5 und 10 ein. Das britische Fliegerkorps stattete die Squadrons 19 und 23 mit den Flugzeugen aus und ersetzte sie erst 1918 durch die Sopwith Dolphin, nachdem die Marine S.VII an die Heeresflieger abgetreten und sie durch Bestellung der inzwischen verfügbaren Sopwith Dreidecker ersetzt hatte. Die italienische Fliegertruppe erhielt 214 SPAD S.VII und auch die US-Luftstreitkräfte erhielt SPAD S.VII, zum Teil als Trainer, zum Teil für den Fronteinsatz.
Die robusten und schnellen Flugzeuge erwiesen sich vor allem im Luftkampf den feindlichen Jagdflugzeugen zumindest als ebenbürtig, obwohl sie im Gegensatz zu diesen nur mit einem MG ausgerüstet waren. Die Maschine erzielte im Sturzflug Geschwindigkeiten bis zu 400 km/h, was ihre geringere Wendigkeit im Luftkampf ausglich und die Taktik der französischen Jagdflieger revolutionierte. Besonders bekannt wurde die S.VII Vieux Charles des erfolgreichen Jagdfliegers Hauptmann Georges Guynemer. Auch andere Jagdflieger wie die Italiener Francesco Baracca und Fulco Ruffo di Calabria, die Amerikaner Eddie Rickenbacker und Frank Luke sowie der Russe Alexander Kasakow errangen zahlreiche ihrer Luftsiege mit der SPAD S.VII. Der erfolgreichste französische Jagdflieger René Fonck betonte, das Flugzeug habe den Luftkampf revolutioniert.
Einzelne Beuteflugzeuge wurden von deutschen, österreichischen und türkischen Kampffliegern geflogen.
Die SPAD VII wurde durch die SPAD S.XIII ersetzt, blieb aber zum Teil bis Kriegsende im Einsatz.

## Mit SPAD S.VII ausgerüstete Einheiten
Frankreich
Escadrille 3, Escadrille 12, Escadrille 15, Escadrille 23, Escadrille 23, Escadrille 26, Escadrille 31, Escadrille 37, Escadrille 38, Escadrille 48, Escadrille 49, Escadrille 57, Escadrille 62, Escadrille 65, Escadrille 67, Escadrille 68, Escadrille 69, Escadrille 73,1914 Escadrille 75, Escadrille 76, Escadrille 77, Escadrille 78, Escadrille 79, Escadrille 80, Escadrille 81, Escadrille 82, Escadrille 83, Escadrille 84, Esdrille 85. Escadrille 86, Escadrille 87, Escadrille 88, Escadrille 89, Escadrille 92, Escadrille 94, Escadrille 95, Escadrille 96, Escadrille 97 Escadrille 98, Escadrille 99, Escadrille 100, Escadrille 102, Escadrille 103, Escadrille 112, Escadrille 124, Escadrille 150, Escadrille 151, Escadrille 152, Escadrille 153, Escadrille 154, Escadrille 155, Escadrille 156, Escadrille 157, Escadrille 158, Escadrille 159, Escadrille 160, Escadrille 161, Escadrille 162, Escadrille 163, Escadrille 315, Escadrille 392, Escadrille 531, Escadrille 561, Escadrille 581
 Vereinigtes Königreich
No 19 Squadron, No 23 Squadron
 Vereinigte Staaten
41st Aero Squadron, 103rd Aero Squadron, 138th Aero Squadron, 139th Aero Squadron, 141st Aero Squadron, 638th Aero Squadron
 Belgien
5ème (später 10ème) Escadrille
 Königreich Italien
77a Squadriglia, 91a Squadriglia
 Russland
7. Jagdabteilung, XI. Jagdabteilung, XIX. Jagdabteilung

## Verbleib

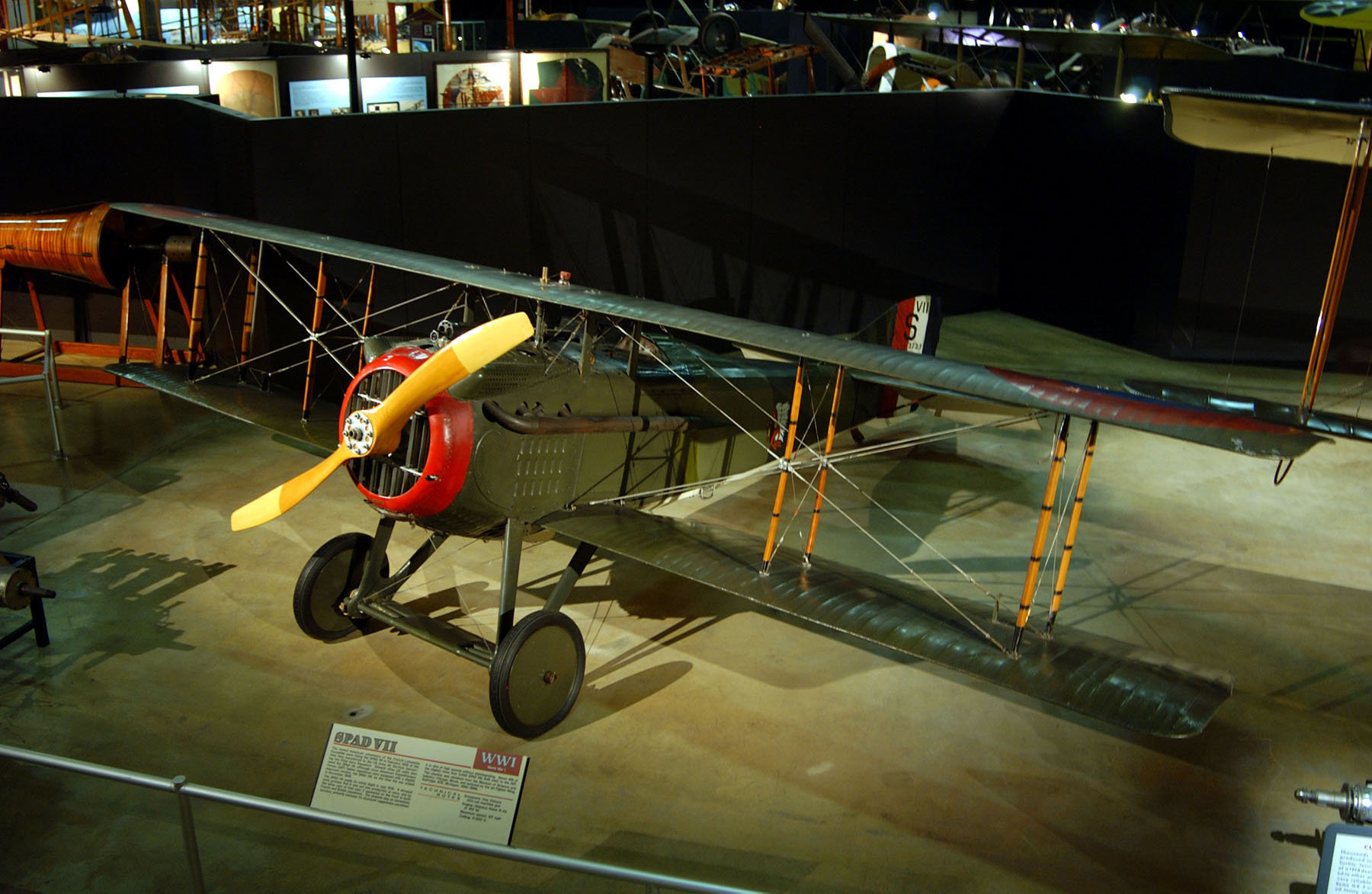
SPAD S.VII

Nach dem Krieg wurde die S.VII von der französischen Fliegertruppe noch bis 1928 als Schulflugzeug verwendet. Nach Kriegsende gingen überzählige SPAD S.VII außerdem an die Luftwaffen Brasiliens, Argentiniens, Chiles, der Tschechoslowakei, Finnlands, Griechenlands, Japans, der Niederlande, Perus, Polens, Estlands, Portugals, Rumäniens, Siams und Jugoslawiens.
Guynemers SPAD S.VII befindet sich im Musée de l’Air in Le Bourget, eine britische S.VII im Virginia Aviation Museum und im kanadischen Aviation and Space Museum. In den USA zeigt das Museum of Science and Industry in Chicago eine amerikanische S.VII. Eine restaurierte tschechische S.VII ist im Luftfahrtmuseum in Kbely zu sehen.

## Technische Daten
| Kenngröße             | Daten                                                         |
| --------------------- | ------------------------------------------------------------- |
| Besatzung             | 1                                                             |
| Länge                 | 6,16 m                                                        |
| Spannweite            | 7,82 m                                                        |
| Höhe                  | 2,35 m                                                        |
| Flügelfläche          | 17,85 m²                                                      |
| Leermasse             | 500 kg                                                        |
| Startmasse            | 755 kg                                                        |
| Antrieb               | Hispano-Suiza-8Ac-V8-Motor                                    |
| Leistung              | 180 PS (132 kW)                                               |
| Höchstgeschwindigkeit | 190 km/h in 2000 m Höhe (212 km/h)                            |
| Steigleistung         | 6:24 min auf 2000 m Höhe                                      |
| Dienstgipfelhöhe      | 5485 m                                                        |
| Reichweite            | 250 km                                                        |
| Flugdauer vollgetankt | 2:15 h                                                        |
| Dienstgipfelhöhe      | 5485 m (6200 m)                                               |
| Bewaffnung            | 1 Vickers-MG, Kal. 7,7 mm, nach vorne feuernd, synchronisiert |